# ミレニアム・マンボ
『ミレニアム・マンボ』（原題：千禧曼波、英題：Millennium Mambo）は、2001年に制作された台湾・フランス合作映画。ホウ・シャオシェン監督、スー・チー主演。

## 概要
新世紀（ミレニアム）の始まった2001年の台湾で刹那的に生きる1人の女性を描いた青春映画で、2人の男性の間で揺れ動く主人公の姿を彼女自身の10年後のモノローグで描いていく。
この作品以降のホウ・シャオシェンが女性の主人公を描く方向に振り切ったのは、スー・チーとの出会いが決定的だったとホウ自身も認めている。
第54回カンヌ国際映画祭で高等技術院賞（芸術貢献賞）、第38回金馬奨で撮影賞・オリジナル作曲賞・音響賞を受賞した。
2024年2月に4Kレストア版が公開された。

## ストーリー
ビッキーは高校時代から付き合っているハオと同棲していたが、ハオは仕事もしないうえに携帯電話の着信履歴を調べるなど、異常なほど嫉妬深い。嫌気がさしたビッキーは、ホステスの仕事先に客としてやってくる優しいヤクザのガオに惹かれ始める。

## キャスト
- ビッキー：スー・チー（舒淇）
- ハオ（小豪）：トゥアン・ジュンハオ（段鈞豪）
- ガオ（捷哥）：ガオ・ジェ（高捷）
- 淳（ジュン）：竹内淳
- 康（コウ）：竹内康
- ドウズ（豆子）：ニョウ・チェンツー（鈕承澤）
- マジシャン・ジェンチョン（建中）：ディン・ジェンチョン（丁建中）
- 竹内兄弟の祖母：杉本秀
- 甲隆閣の女将（声）：前田洋子
- 矢野：矢野素臣
- 矢野の舎弟：半野喜弘
- 矢野の舎弟：藤田洋

## スタッフ
- 監督：ホウ・シャオシェン（侯孝賢）
- 製作総指揮：ホワン・ウェンイン（黄文英）、ジル・ジマン
- 製作：チュー・ティエンウェン（朱天文）、リャオ・チンソン（廖慶松）、エリック・ユーマン
- 脚本：チュー・ティエンウェン（朱天文）
- 撮影：リー・ピンビン（李屏賓）
- 美術：ホワン・ウェンイン（黄文英）
- 音楽：半野喜弘、リン・チャン（林強）、Fish（フィッシュ）